# Liste der Monuments historiques in Saint-Lupien
Die Liste der Monuments historiques in Saint-Lupien führt die Monuments historiques in der französischen Gemeinde Saint-Lupien auf.

## Liste der Immobilien
| Bezeichnung      | Beschreibung            | Standort               | Kennzeichnung | Schutzstatus | Datum | Bild           |
| ---------------- | ----------------------- | ---------------------- | ------------- | ------------ | ----- | -------------- |
| Kirche St-Lupien | aus dem 13. Jahrhundert | Rue de l’Église (Lage) | PA00078222    | Inscrit      | 1926  | weitere Bilder |

## Liste der Objekte
| Bezeichnung                                  | Beschreibung | Standort                       | Kennzeichnung | Schutzstatus | Datum | Bild           |
| -------------------------------------------- | --- | ------------------------------ | ------------- | ------------ | ----- | -------------- |
| Gemälde Martyrium des heiligen Lupentius (1) | Ölfarbe auf Leinwand, 17. Jahrhundert                                                                                               | in der Kirche St-Lupien (Lage) | PM10003950    | Inscrit      | 1980  |                |
| Skulptur Madonna mit Kind (1)                | Eichenholz, farbig gefasst und vergoldet, 18. Jahrhundert                                                                           | in der Kirche St-Lupien (Lage) | PM10003947    | Inscrit      | 1973  |                |
| Skulptur Heiliger Lupentius                  | Eichenholz, farbig gefasst und vergoldet, 18. Jahrhundert                                                                           | in der Kirche St-Lupien (Lage) | PM10003948    | Inscrit      | 1973  |                |
| Skulptur Madonna mit Kind (2)                | Kalkstein, grau gefasst, 16. Jahrhundert                                                                                            | in der Kirche St-Lupien (Lage) | PM10003455    | Classé       | 1908  |                |
| Lupentiusretabel                             | Kalkstein, 16. Jahrhundert; Verbleib unbekannt                                                                                      | in der Kirche St-Lupien (Lage) | PM10001995    | Classé       | 1913  |                |
| Glocke                                       | Bronze, 1562 gegossen | in der Kirche St-Lupien (Lage) | PM10001994    | Classé       | 1913  |                |
| Passionsretabel                              | Kalkstein, farbig gefasst, 16. Jahrhundert                                                                                          | in der Kirche St-Lupien (Lage) | PM10001993    | Classé       | 1911  |                |
| Hauptaltar                                   | Altartisch, Tabernakel und Retabel; Eichenholz, farbig gefasst und vergoldet, 18. oder frühes 19. Jahrhundert; zugehörig PM10003257 | in der Kirche St-Lupien (Lage) | PM10001996    | Classé       | 1980  |                |
| Gemälde Martyrium des heiligen Lupentius (2) | Ölfarbe auf Leinwand, 1856 von Henri Valton                                                                                         | in der Kirche St-Lupien (Lage) | PM10003257    | Classé       | 1980  |                |
| Kruzifix                                     | Eichenholz, farbig gefasst, 17. Jahrhundert                                                                                         | in der Kirche St-Lupien (Lage) | PM10003949    | Inscrit      | 1980  |                |
| Marienaltar                                  | Altartisch und Tabernakel; Eichenholz, farbig gefasst und vergoldet, 17. Jahrhundert                                                | in der Kirche St-Lupien (Lage) | PM10003951    | Inscrit      | 1980  |                |
| Sarkophag des heiligen Lupentius             | Kalkstein, 9. Jahrhundert | in der Kirche St-Lupien (Lage) | PM10001992    | Classé       | 1897  | weitere Bilder |